# Air New Zealand Link
Air New Zealand Link — единый бренд двух новозеландских региональных авиакомпаний, под которым выполняются второстепенные по значимости внутренние рейсы Air New Zealand. Такие рейсы соединяют центры регионов с тремя крупнейшими международными аэропортами Новой Зеландии.

## История
Air New Zealand Link была образована в 1991 году путём покупки национальным перевозчиком Новой Зеландии Air New Zealand трёх региональных авиакомпаний — Air Nelson, Eagle Airways и Mount Cook Airline. Компания была вынуждена пойти на такой шаг из-за усиления конкуренции на внутреннем рынке: в 1986 году правительство Новой Зеландии разрешило иностранным авиакомпаниям выполнять региональные авиарейсы на территории страны, а уже в 1987 году был создан крупный региональный перевозчик Ansett New Zealand.
Авиакомпании были приобретены в следующем порядке:
- Mount Cook Airline — первоначальная доля была приобретена в 1980 году после смерти основателя и первого владельца[2], 5 декабря 1983 года увеличена до 30 %, затем, в октябре 1985 — до 77 %, и, наконец, 18 апреля 1991 года доведена до 100 %[3].
- Air Nelson — доля в 50 % куплена в октябре 1988 года, оставшиеся 50 % выкуплены в 1995 году[4].
- Eagle Airways — доля в 50 % куплена в октябре 1988 года, доведена до 100 % в 1995 году[5].

С момента вступления материнской компании в глобальный авиационный альянс Star Alliance в марте 1999 года Air New Zealand Link является его аффилированным членом.
В 2014 году Air New Zealand объявила о реструктуризации своей региональной маршрутной сети. Эта стратегия, в частности, предполагает закрытие рейсов в некоторые города, вывод из эксплуатации Beechcraft 1900D и упразднение Eagle Airways — одной из авиакомпаний, работающей под торговым знаком Air New Zealand Link, — к августу 2016 года.

## Флот
По состоянию на 1 января 2018 года под торговой маркой Air New Zealand Link работали следующие самолёты:
В различные периоды своей истории компания также эксплуатировала Embraer E110 (получены от Eagle Airways), BAe 146 (использовались в Mount Cook Airline) и Saab 340 (обслуживали рейсы Air Nelson), а также Beechcraft 1900D (обслуживали рейсы Eagle Airways.